# Lord of War (Band)
Lord of War ist eine US-amerikanische Deathcore- und Death-Metal-Band aus San Diego, Kalifornien, die im Jahr 2008 gegründet wurde. Die Band spielte bereits zusammen mit Gruppen wie Origin, Cattle Decapitation, Pathology und The Faceless.

## Geschichte
Die Band wurde im Jahr 2008 gegründet. Es folgten diverse Besetzungswechsel sowie die ersten Konzerte. Im Herbst 2011 unterzeichnete die Band einen Vertrag bei Unique Leader Records, worüber im Januar 2012 das Debütalbum Celestial Pestilence erschien. Produziert wurde der Tonträger von Arde Ostowari von Burning the Masses. Der Veröffentlichung schlossen sich weitere Auftritte an. Im Oktober 2012 verließ Sänger John Olgeirsson die Band.

## Stil
Laut Bandbiografie auf uniqueleader.com wurde die Band stark durch Gruppen wie The Arcane Order, Through the Eyes of the Dead und The Black Dahlia Murder beeinflusst. Laut Alexander Eitner von metalnews.de spiele die Band auf Celestial Pestilence hauptsächlich Death, wobei auch gelegentlich Einflüsse aus dem Deathcore, Melodic Death Metal und Progressive Death Metal zu hören seien. Thematisch widme sich die Gruppe auf dem Album dem Thema „Universum“. Laut Eitner könne man dem Album Einflüsse von Gruppen wie The Black Dahlia Murder, The Faceless und Rings of Saturn anhören. Zudem verstehe es die Band „mit der nötigen Mischung aus technischem Anspruch, melodischen Soli, eingängigen Strukturen sowie der nötigen Härte zu überzeugen“.

## Diskografie
- Celestial Pestilence (Album, 2011, Unique Leader Records)
- Suffer (Album, 2016, Unique Leader Records)